# Historia de Baja California Sur
La historia de Baja California Sur es la narración de los sucesos desarrollados en el territorio del estado mexicano de Baja California Sur en la península de Baja California. 
La historia del estado se remonta a unos catorce mil años en el período prehispánico, durante el cual varias etnias habitaron la península. Las primeras exploraciones españolas a la península ocurrieron en el siglo XVI siguiendo la conquista de México; la colonización española del territorio empezó en el siglo XVII por medio de las misiones católicas, resultando en enfrentamientos con los grupos indígenas del territorio y su etnocidio y muerte por epidemias. 
Tras la independencia de México en 1821, la región se incorporó al nuevo país. Las misiones fueron decayendo, mientras que el territorio fue sitio de varias incursiones extranjeras. El territorio fue constituido en estado libre y soberano en 1974.

## El territorio de Baja California
Al independizarse México de España, la península de Baja California pasó a formar parte de la nueva nación, como una sola provincia, variando su condición entre provincia, departamento y territorio, según la situación política del país ( que se debatía entre federalistas y centralistas). En 1888 durante el gobierno de Porfirio Díaz, la península quedó dividida en distrito norte y distrito sur, primero, y después como territorio norte y territorio sur.
El presidente de la república designaba al gobernador en turno. Generalmente militares. En 1927 se suprimió el municipio libre, y en su lugar se crearon las delegaciones de gobierno.Con el tiempo, surgió entre la población local un movimiento que reclamaba tener gobernadores nativos y con arraigo, y posteriormente, la conversión de territorio a Estado libre y soberano, la cual se consumó en 1974.

## El estado libre y soberano
Hegemonía priísta 
En 1975 los sudcalifornianos eligieron por primera vez un gobernador, siendo el licenciado Ángel César Mendoza Arámburo electo. En 1976 el huracán Carlos Liza pasó muy cerca de la península sin tocar tierra, pero provocando una gran inundación en la Ciudad de La Paz, la cual dejó un número no determinado de muertos ( se calcula entre 1000 y 3000), y se obtuvo graves daños materiales. Durante las décadas de los 60 y 70 la capital del antes territorio y ahora Estado, vivió un auge en el comercio de importación, pero con las de-valuaciones del sexenio de Jose López Portillo, y la acelerada inflación, dicho auge llegó a su fin. A principios de los años 80, comenzó la promoción de Los Cabos como un destino turístico a gran escala, lo que amortiguó en parte la decadencia del comercio en La Paz. 
En 1981 fue electó Alberto Andrés Alvarado Arámburo como gobernador, quien impulsó el llamado "plan hidráulico", que consistió en la construcción de varias presas y represas, para la recarga de los mantos acuíferos. En su administración, también se realizaron importantes obras públicas y se construyeron espacios culturales y escuelas. Durante los sexenios de Victor Manuel Liceaga Ruibal ( 1987-1993) y Guillermo Mercado Romero, siguieron.
Los gobiernos perredistas
En 1999 ganó las elecciones Leonel Cota Montaño, por el PRD. Cota Montaño anteriormente había sido diputado federal y alcalde de La Paz por el PRI. Si bien durante su gobierno se reactivó la obra pública, también creció el endeudamiento. En 2005, el ganador de la contienda fue Narciso Agúndez Montaño, primo de Leonel Cota, quien continuó con la obra pública, como eje central de su administración, aunque el endeudamiento creció incluso más que con el gobierno de Cota Montaño.
Del PRD al PAN+PRS
En 2011 se sumaron en alianza los partidos Acción Nacional(PAN) y el Partido Renovación Sudcaliforniana para postular como candidato a Marcos Alberto Covarrubias Villaseñor quien se separó del PRD el 3 de noviembre de 2010 tras suspenderse la elección interna del PRD. El PRD finalmente postuló a Luis Armando Díaz en coalición con el PT. Es necesario mencionar que el presidente del PRD en el estado Adrián Chávez Ruiz había declarado la posible incorporación del PRS a la alianza PRD+PT; sin embargo, la fórmula "La Alianza Es Contigo" (PAN+PRS) fue la ganadora el día 6 de febrero de 2011.